# Eupeodes latimacula
Eupeodes latimacula är en tvåvingeart som först beskrevs av Peck 1969.  Eupeodes latimacula ingår i släktet fältblomflugor, och familjen blomflugor. Inga underarter finns listade i Catalogue of Life.